# Modiolus rumphii
Modiolus rumphii is een tweekleppigensoort uit de familie van de Mytilidae. De wetenschappelijke naam van de soort is voor het eerst geldig gepubliceerd in 1847 door Philippi.